# Fancy (песня Twice)
«Fancy» — сингл южнокорейской гёрл-группы Twice.
Выпущен лейблом JYP Entertainment 22 апреля 2019 года в качестве ведущего сингла с их седьмого мини-альбома Fancy You. По состоянию на сентябрь 2019 года продал более 100 000 единиц в Соединенных Штатах, имеет 279 миллионов просмотров на YouTube и 102 миллиона прослушиваний на Spotify.

## Композиция
«Fancy» был написан в соавторстве с Black Eyed Pilseung, который написал многие из прошлых хитов Twice, включая дебютный сингл «Like Ooh-Ahh», «Cheer Up», «TT» и «Likey». Он был описан как «драматическая и динамичная песня, которая показывает группу в совершенно новом свете». Сохраняя прежний причудливый праздничный тон группы, который определил большинство хитов, «Fancy» сочетает мягкие поп-электро-ритмы с утонченными, сильными мелодиями участниц. Напевая о любви, участницы группы смело выражают свои эмоции такими строками, как «я никогда тебя не отпущу» и «неважно, кто кому понравился первым».
Тамар Герман из Billboard описала песню как «электро-поп-трек, который сохраняет квинтэссенцию ретро-вдохновленного увлекательного звука, превращаясь в немного более смелый стиль, который упивается динамическими синтезаторами и игривыми цифровыми причудами». Вокал группы принимает немного более зрелый тон, но поддерживает буйную, оптимистичную энергию группы для припева песни.

## Музыкальное видео
Клип на песню «Fancy» был опубликован 22 апреля. Клип вводит отдельных участниц в яркие, стильные кадры, окруженные яркими фонами, в то время как сама группа переключается между жирными черными цифрами и красочными “причудливыми” нарядами, многие из которых имеют логотип Chanel с двойным логотипом “c”. Музыкальное видео чередуется между чувствами декаданса и игривости, во многом благодаря CGI-графике, которая поддерживает выступления девяти участниц. Все это время группа демонстрирует мощную хореографию.
В тот же день музыкальное видео стало седьмым по величине просматриваемым на YouTube, собрав более 42,1 миллиона просмотров за один день.

## Промоушен
Twice провели прямую трансляцию на Naver V Live, чтобы отметить их возвращение, где они также впервые исполнили полную хореографию песни. Группа также продвигала «Fancy» на нескольких музыкальных программах в Южной Корее, включая M Countdown, Music Bank, Show! Music Core, Inkigayo и Show Champion, 25, 26, 27, 28 апреля и 1 мая соответственно.

## Коммерческий успех
«Fancy» дебютировал под номером 3 в цифровом чарте Gaon, и в K-pop Hot 100. Он также достиг номера 4 на Billboard World Digital Song Sales и Billboard Japan Hot 100, и номера 8 и 17 на Oricon Digital Singles и Rmnz Hot Singles соответственно.

## Японская версия
Пятый японский макси-сингл «Breakthrough» был выпущен 24 июля 2019 года, включая японскоязычную версию «Fancy». Японские тексты были написаны Эри Осанаи, а также Black Eyed Pilseung и Jeon Gun, которые также написали оригинальные корейские тексты.

## Награды
| Год  | Премия                       | Категория                                        | Результат | Прим.                           |
| ---- | ---------------------------- | ------------------------------------------------ | --------- | ------------------------------- |
| 2019 | 11th Melon Music Awards      | Лучшая хореография - Женская группа              | Номинация | [ источник не указан 859 дней ] |
| 2019 | 21st Mnet Asian Music Awards | Песня Года                                       | Номинация | [ источник не указан 859 дней ] |
| 2019 | 21st Mnet Asian Music Awards | Лучшее танцевальное выступление - Женская Группа | Победа    | [ источник не указан 859 дней ] |
| 2020 | 9th Gaon Chart Music Awards  | Песня Года – Апрель                              | Номинация | [ источник не указан 859 дней ] |

### Музыкальные программы
| Программа                 | Дата       | Прим.  |
| ------------------------- | ---------- | ------ |
| Show Champion (MBC Music) | 1 мая 2019 | [ 18 ] |
| M Countdown (Mnet)        | 2 мая 2019 | [ 19 ] |
| Inkigayo (SBS)            | 5 мая 2019 | [ 20 ] |

## Чарты
| Чарт (2019)                              | Высшая позиция |
| ---------------------------------------- | -------------- |
| Япония (Japan Hot 100)                   | 4              |
| Япония (Combined Weekly Singles, Oricon) | 12             |
| Япония (Digital Singles, Oricon)         | 8              |
| Малайзия (RIM)                           | 5              |
| Новая Зеландия (Hot, RMNZ)               | 17             |
| Республика Корея (Gaon)                  | 3              |
| США (Digital, Billboard)                 | 4              |